# Archidiecezja zadarska

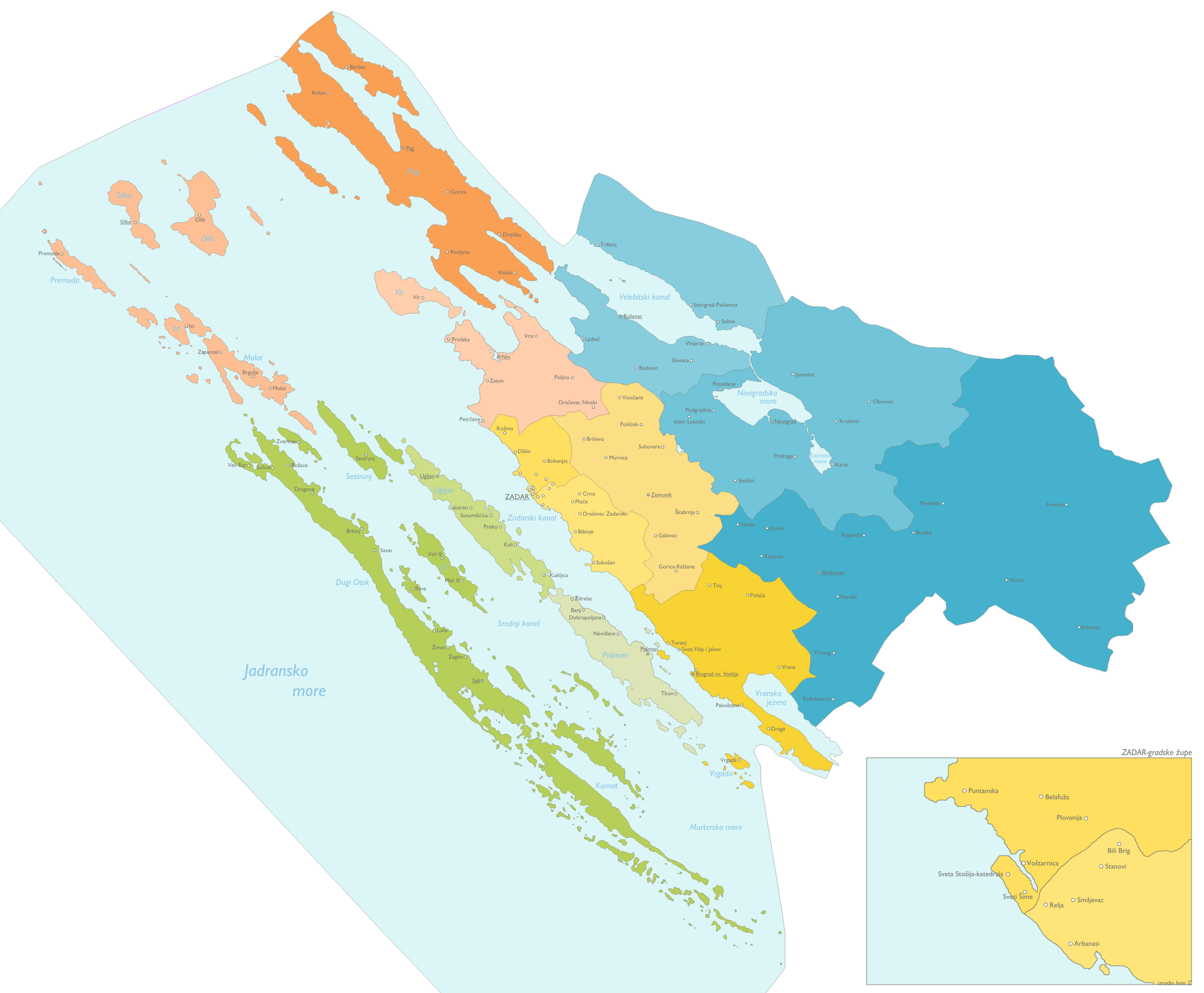
Mapa archidiecezji

Archidiecezja zadarska (łac. Archidioecesis Iadrensis, chorw. Zadarska nadbiskupija) – rzymskokatolicka archidiecezja ze stolicą w Zadarze, w Chorwacji.
Arcybiskup Zadaru nie jest metropolitą, ani archidiecezja nie wchodzi w skład żadnej metropolii. Podlega ona bezpośrednio Stolicy Apostolskiej.
Obecnie arcybiskupem Zadaru jest mianowany 15 marca 2010 Želimir Puljić. Archidiecezja nie ma biskupów pomocniczych.

## Historia
Pierwsza wzmianka o biskupie Zadaru pochodzi z 381. Biskupstwo mogło istnieć dużo wcześniej, ponieważ Zadar był stolicą rzymskiej prowincji – Dalmacji. Zazwyczaj w miastach tej rangi na czele wspólnoty chrześcijańskiej stał biskup. Pierwszy znany biskup – Felix wziął udział w soborach w Akwilei w 381 i w Mediolanie. Około przełomu VI i VII w. na terenie diecezji urodził się przyszły papież Jan IV.
Bullą "Licet Universalis Ecclesiae Pastor" z 17 października 1154 papież Anastazy IV podniósł diecezje do godności archdiecezji i stolicy metropolii.
W latach 1922–1933 arcybiskupstwem zarządzał biskup Šibenika jako administrator apostolski. Bullą Pastorale munus z dnia 22 lipca 1932 Zadar stracił z dniem 1 sierpnia 1932 status metropolii. Spowodowane to było podziałem archidiecezji granicą państwową (Zadar znalazł się we Włoszech, podczas gdy większość archidiecezji w Królestwie Jugosławii).
Po wojnie i przyłączeniu Zadaru do Jugosławii powstała Administratura Apostolska Zadaru, która w 1948 powróciła do godności archidiecezji i swoich granic sprzed roku 1932.

## Biskupi i arcybiskupi Zadaru
Większość arcybiskupów Zadaru było Włochami. Pierwszy arcybiskup innego pochodzenia – Chorwat Vicko Zmajević został mianowany 27 marca 1713. Kolejnym arcybiskupem nie-Włochem był Czech Josip Franjo di Paola Novak (1822–1843). Od 1891 arcybiskupami Zadaru są Chorwaci (wyjątkiem był Włoch Pietro Doimo Munzani rządzący w latach 1933–1948)

### Biskupi Zadaru
- św. Feliks (od 381)
- Andreas (530–533)
- Sabinianus (VI wiek – VII wiek)
- św. Donat – (IX wiek)
- Firmin (925–928)

### Arcybiskupi Zadaru
- Lampredius (1141/1154–1178)
- Teobaldo Balbi (1178–1181)
- Damjan (1183 – ok. 1186/1187)
- Petar (1187–1197)
- Nikola Manzavin (1198–1202)
- Leonard (1208–1218)
- Giovanni Venier (1218–1238)
- Toma (1238)
- Dominik Franko (1239–1245)
- Lovro Periandar (Perijander) (1245–1287)
- Andrea Gussoni (1287–1290)
- Giovanni da Anagni OFM (1291–1297)
- Enrico da Todi OFM (1297–1299)
- Jacopo da Foligno OFM (1299–1312)
- Alessandro OP (1312–1314)
- Niccolò da Sezze OP (1314–1322)
- Ivan Butovan (1322–1333)
- Nikola Matafari (1333–1367)
- Dominik (1368–1376)
- Petar Matafari (1376–1400)
- Luca Vagnozzi OSA (1400–1420)
- Biagio Molino (1420–1427)
- Lorenzo Venier (1428–1449)
- Polidoro Foscari (1449–1450)
- Maffeo Valaresso (1450–1494)
- Giovanni Robobella (1494–1503)
- Aleksandar (1503–1504)
- Ivan Cippicus (1504–1505)
- Francesco Pesaro (1505–1530)
- Egidio Canisio OSA (19 grudnia 1530 – 19 listopada 1532) (administrator apostolski)
- Cornelio Pesaro (1533–1554)
- Alvise Cornaro (25 czerwca 1554 – 17 lipca 1555)
- Muzio Callini (17 lipca 1555–1566)
- Alvise Cornaro (1566–1567) (po raz drugi)
- Andrea Minucci (1567–1572)
- Marco Loredan (1573–1577) (administrator apostolski)
- Natale Venier (1577–1588)
- Marcantonio Venier (1589–1592)
- Alvise Baroccia (1592)
- Alvise Molina (1592–1595)
- Minuccio Minucci (1596–1604)
- Vittorio Ragazzoni (1604–1615)
- Luca Stella (1615–1624)
- Ottaviano Garzadori (1624–1639)
- Benedetto Cappello (1639–1641)
- Bernardo Florio (1642–1656)
- Teodoro Balbo (1656–1669)
- Giovanni Evangelista Parzaghi (1669–1688)
- Vittorio Priuli (1688–1712)
- Vicko Zmajević (27 marca 1713–1745)
- Mate Karaman (22 listopada 1745–1771)
- Michele Triali (23 września 1771–1774)
- Giovanni Carsana (6 czerwca 1774–1801)
- Giuseppe Gregorio Scotti (1807–1817)
- Josip Franjo di Paola Novak (27 września 1822 – 1843)
- Giuseppe Godeassi (22 czerwca 1843 – 1861)
- Pietro Alessandro Doimo Maupas (21 maja 1862 – 1891)
- Georg Rajčević (1891–1899)
- Mate Dujam Dvornik (1901–1910)
- Vinko Pulišić (16 czerwca 1910 – 2 kwietnia 1922)
- Pietro Doimo Munzani (16 marca 1933 – 11 grudnia 1948)
- Mate Garković (24 grudnia 1960 – 26 maja 1968)
- Marijan Oblak (20 sierpnia 1969 – 2 lutego 1996)
- Ivan Prendja (2 lutego 1996 – 25 stycznia 2010)
- Želimir Puljić (15 marca 2010 – 14 stycznia 2023)
- Milan Zgrablić (od 14 stycznia 2023)